# Сендин-да-Рибейра
Сендин-да-Рибейра (порт. Sendim da Ribeira)  —  бывший район (фрегезия) в Португалии,  входил в округ Браганса. Являлся составной частью муниципалитета Алфандега-да-Фе. По старому административному делению входил в провинцию Траз-уж-Монтиш и Алту-Дору. Входил в экономико-статистический  субрегион Алту-Траз-уш-Монтеш, который входит в Северный регион. Население составляло 118 человек на 2001 год. Занимал площадь 15,35 км².
При реорганизации 2012—2013 годов был объединён с Парадой. 